# 日本法令
株式会社日本法令（にほんほうれい）は、日本の出版社の1つ。
法令、資格に関する各種出版物を刊行する。また、省庁申請書を始め、会社用各種書類・履歴書など各種法令用紙類を製造、販売している。

## 本社所在地
- 東京都千代田区岩本町1丁目2番19号